# Корчагин, Александр Фёдорович
Александр Фёдорович Корчагин — советский хозяйственный, государственный и политический деятель.

## Биография
Родился в 1938 году. Член КПСС.
В 1967 — секретарь партийной организации модельного цеха автозавода имени Лихачева.
В 1971—1974 — заместитель секретаря парткома автозавода имени Лихачева.
В 1974—1978 — секретарь, второй секретарь Пролетарского районного комитета КПСС города Москвы.
В 1978—1987 — первый секретарь Пролетарского районного комитета КПСС города Москвы.
В 1987—1991 — проректор Московской высшей партийной школы.
Делегат XXVI и XXVII съездов КПСС.
Жил в Москве.

## Награды
- Орден Дружбы народов (14.11.1980)